# Casa Natal de Domingo Faustino Sarmiento
La Casa Natal de Domingo Faustino Sarmiento. Primer Monumento Histórico Nacional, declarado por ley Nacional N° 7062 el 7 de septiembre de 1910, abriendo sus puertas el 4 de abril de 1911 como Museo Casa Natal de Sarmiento en la Ciudad de San Juan.
Casa de estilo colonial, fue levantada por el esfuerzo de Doña Paula Albarracín de Sarmiento, madre del prócer desde 1801.
En el solar, heredado de sus padres, se alzaba una gran higuera bajo la cual instaló su rústico telar, en el que trabajaba incansablemente, mientras vigilaba a los peones y albañiles que construían la vivienda y a quienes pagaba, cada semana con el dinero obtenido por sus hilados.
Los materiales de construcción son los típicos de la época en esta zona: muros de tapia y adobes, techos de caña apoyados sobre rollizos de álamos cubiertos de barro y paja sus pisos de tierra apisonada.
Paula Albarracín se casó con José Clemente Sarmiento, de cuya unión nacieron 15 hijos, de los cuales solo cinco alcanzaron la edad adulta: Paula (1803), Vicenta Bienvenida (1804), Domingo Faustino (1811), María del Rosario (1812) y Procesa del Carmen (1818).
Con el transcurso del tiempo la casa, como es natural, sufrió modificaciones atento a las necesidades familiares.
En 1862 Sarmiento fue gobernador de la Prov. de San Juan utilizando su hogar como gobernación adquiriendo el tamaño y la forma con que se conserva en la actualidad.
En 1944 la provincia de San Juan fue azotada por un fuerte terremoto que destruyó casi la totalidad de las viviendas.
Esta casa histórica conserva sus paredes originales, las que fueron consolidadas (sector sur de la vivienda). El ala norte de la casa fue la utilizada por Sarmiento durante la gobernación; esta sufrió la mayor destrucción y fue necesario reconstruirla de acuerdo al diseño original que había graficado el prócer.
Se promueve la investigación y la difusión de la vida y obra de Domingo F. Sarmiento en su contexto histórico-social y la vigencia de su pensamiento en la sociedad actual.
A través de experiencias interactivas y proyectos educativos, se desarrollan aprendizajes significativos intentando que se vivencie la historia, a fin entender mejor nuestro patrimonio cultural.

#### 2019: 78.106

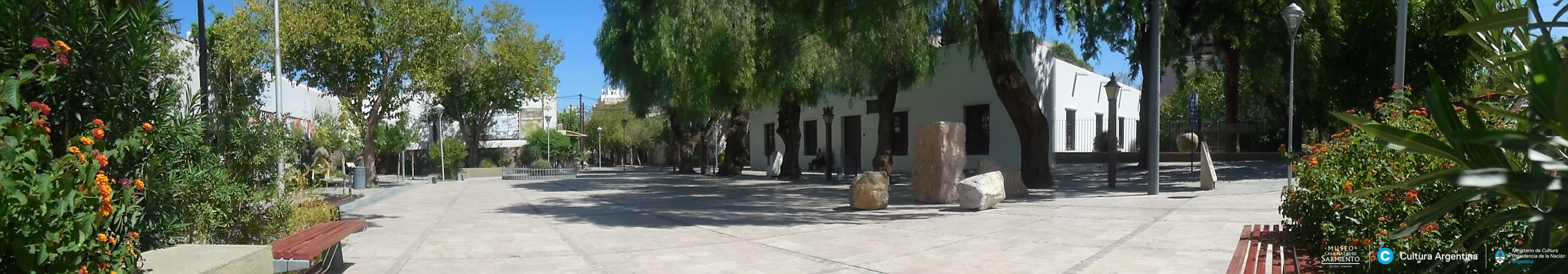
Vista panorámica 01 del Museo y Biblioteca Casa Natal de Sarmiento

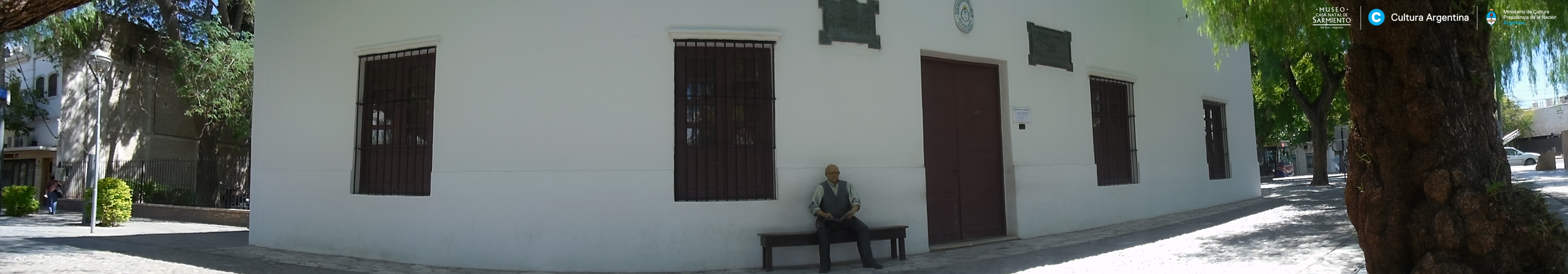
Vista panorámica 02 del Museo y Biblioteca Casa Natal de Sarmiento

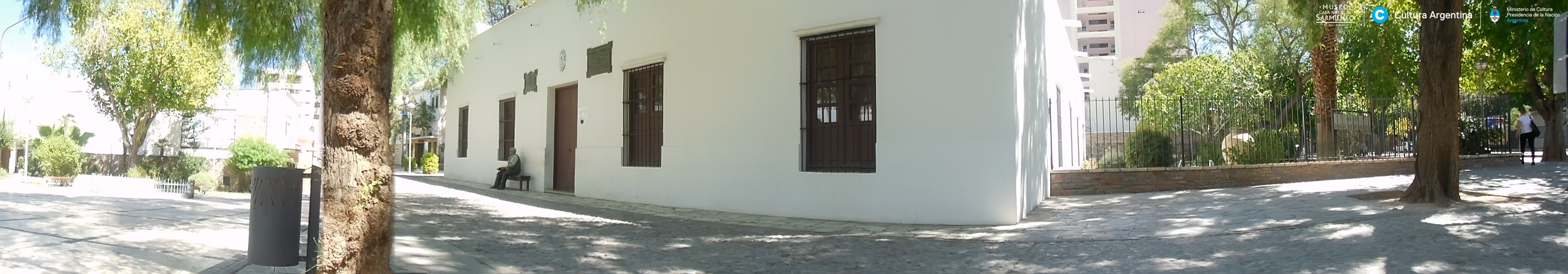
Vista panorámica 03 del Museo y Biblioteca Casa Natal de Sarmiento

## Historia del Museo
En 1910, se promulga la Ley Nacional N° 7062, por la cual la casa natal de Domingo Faustino Sarmiento se convierte en el primer Monumento Histórico Nacional, con el objetivo de resguardar el lugar donde naciera el gran educador de América. Se crea al año siguiente un museo y biblioteca
En este Museo se tiene la doble responsabilidad de conservar el patrimonio edilicio y además salvaguardar y proyectar el patrimonio intangible que encierra.
Se promueve la investigación y la difusión de la vida y obra de Domingo F. Sarmiento en su contexto histórico-social y la vigencia de su pensamiento en la sociedad actual
A través de experiencias interactivas y proyectos educativos, se desarrollan aprendizajes significativos intentando que se vivencie la historia, a fin entender mejor nuestro patrimonio cultural.

## Ubicación
Ubicada ahora en pleno centro de la Ciudad de San Juan, la casa fue levantada en lo que a fines del siglo XVIII y comienzos del XIX era el Barrio El Carrascal. Con su frente en el nro. 21 de la calle que lleva el nombre del prócer, en su acceso se ha recreado una calle adoquinada. El ingreso principal de la casa muestra una antigua puerta de algarrobo y un zaguán en arco. A través de él se llega al primer patio de la casa, que luce en su centro un retoño de la histórica higuera bajo la cual Doña Paula Albarracín, madre de Sarmiento, tejía en su telar.

## Recorrido

### Patio Higuera Histórica

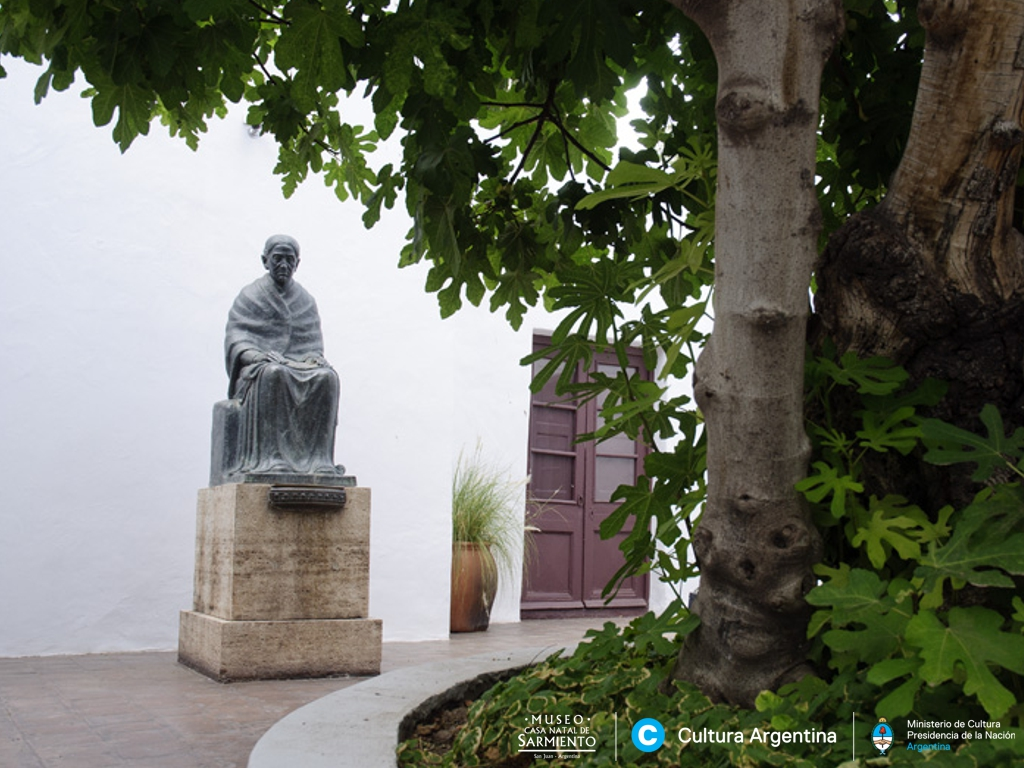
Patio de la Higuera en el mismo se encuentra el Busto de Doña Paula Albarracín de Sarmiento

La planta legendaria de los dos frutos al año, tiene su historia en San Juan.
Nace en la casa de Doña Paula Albarracín allá por el año 1800. Sin embargo, de estos beneficios y de la sombra que le prodigaba a Doña Paula mientras tejía, las hijas que habían entrado en la pubertad con ideas reformistas, la arremetieron con muchas cosas de la casa, y también con la higuera, que fue cortada en una salida de su madre. Este centenario árbol, más allá de haber sido cortado, rebrotó y a través de sus retoños, hoy el Museo tiene la representativa higuera que se yergue en el patio central, dando sombra, brevas en noviembre e higos en febrero. El visitante, al ingresar por el hall central de la casa, encuentra como estandarte de la casa este simbólico árbol debajo del cual Doña Paula realizaba sus tejidos a telar y donde Sarmiento leía sus primeros libros.

### Sala 1 - Telar de Doña Paula

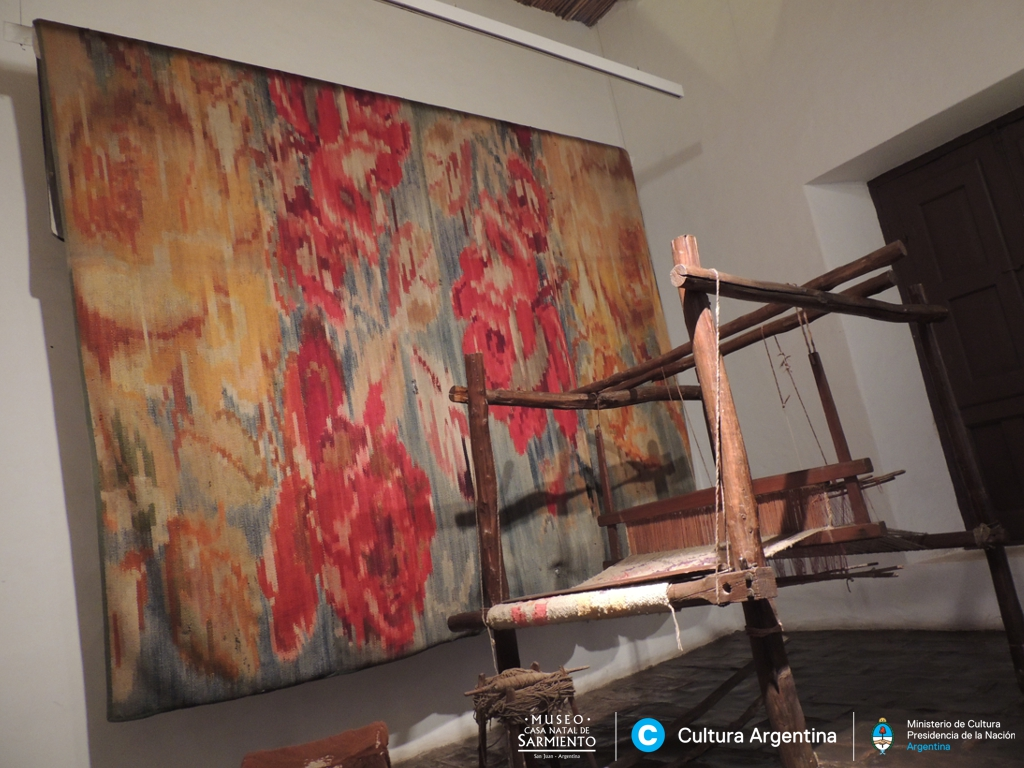
Telar de Doña Paula exhibido en el Museo y Biblioteca Casa Natal de Sarmiento - Prov. de San Juan - Argentina

El telar de Doña Paula es algo así como un símbolo de abnegación y trabajo, de ese trabajo sacrificado pero que se realiza con el afán de superación, por elevar el nivel cultural de los hijos a la altura de sus deseos, de su desmedida aspiración. De ahí que, al amanecer de cada día, los hijos y la servidumbre de aquella hacendosa mujer, eran despertados y obligados a tomar cada uno su trabajo, ante el ruido del telar cuyos palos crujían al manipuleo de sus manos habilidosas como incansables y firmes, igual que el labrarse un porvenir mejor para educar a su familia.
Al tener que procurarse los materiales para la construcción de su casa, el telar fue prácticamente la industria de la familia en la generación de recursos económicos. De ahí la virtud de esta máquina que, construida en forma rústica, acaso por ella misma, pudo solventar situaciones difíciles. Cuatro puntales, cuatro travesaños y dos palos para enrollar la tela, constituyen el armazón además de los pedales que servían para el manejo de la trama. También contaba con un devanador y dos husos. Por todo esto, el telar de Doña Paula ha pasado a la historia como un instrumento que es un símbolo del trabajo de la mujer de antaño.

### Sala 2 - Sala Natal

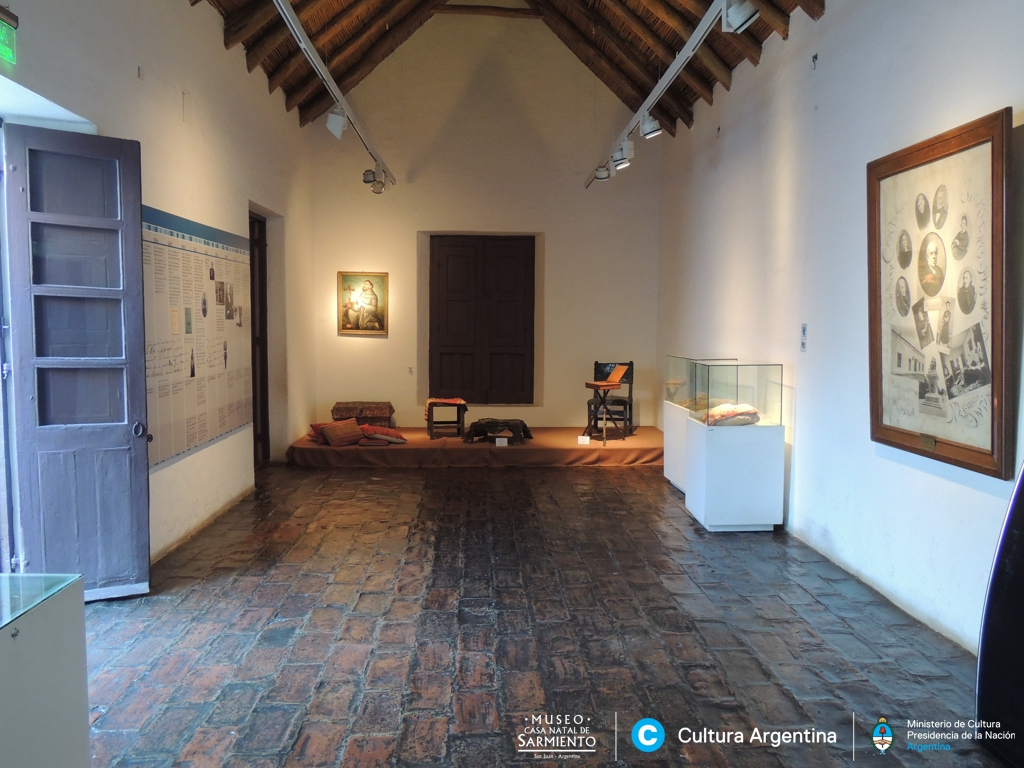
Sala Natal de Domingo F. Sarmiento

Esta sala fue construida en el año 1801 por doña Paula y fue la que dio el puntapié inicial a la casa.
Como toda la casa, está construida con tirantes de álamo, caña y una mezcla de barro y paja en la parte superior. Los pisos antiguamente eran de tierra apisonada y el piso que tiene hoy por hoy, es de los adobes pertenecientes a la antigua iglesia catedral de San Juan, la cual se cae en el terremoto que azotó a la provincia en el año 1944. Para valorizar este material, fue donado a la casa y es el piso que actualmente se encuentra en todo el sector familiar del Museo.
En un principio, la misma estaba dividida con un muro en el medio para otorgarle mayor funcionalidad a la misma ya que separaba de un lado el comedor y del otro el dormitorio. Hoy en día el muro ya no está y la habitación cuenta con objetos que pertenecieron a la familia como una petaca de Don José Clemente, un costurero de pie y un brasero con apliques de bronce, estos, se encuentran en la recreación del diván árabe.
En un costado encontramos un cuadro con las imágenes de la familia Sarmiento-Albarracín y dos exhibidores: en uno de ellos nos encontramos con objetos tales como un gorrito para dormir y un almohadón que fueron realizados por Bienvenida Sarmiento (hermana del prócer) y la vajilla que utiliza Domingo siendo presidente. En el otro, podemos encontrar una de las primeras ediciones del libro “Recuerdos de Provincia” del año 1850, un tintero que Sarmiento utiliza siendo Gobernador de San Juan y una partida de nacimiento que certifica que nació un 15 de febrero de 1811.

### Sala 3 - Sala Dormitorio

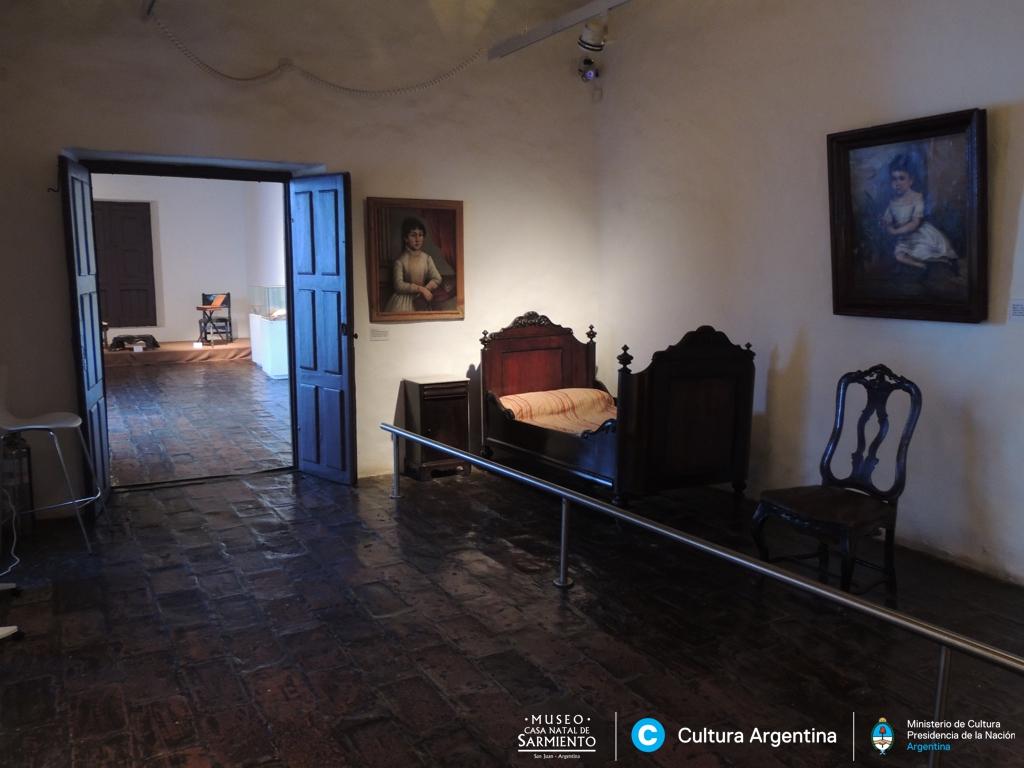
Sala Dormitorio - Museo Casa Natal Sarmiento

Sala con mobiliario utilizado desde 1868.
En esta habitación se puede encontrar mobiliario de Sarmiento cuando ejerció el mandato como Presidente de la República Argentina tales como una cama, una silla, un ropero y una cómoda con su juego de palangana. Los mismos fueron usados en el año 1868 hasta el año 1874. También, en los costados se encuentran obras pictóricas realizadas al óleo por Procesa Sarmiento, la hermana menor, y un collage que data del año 1894, siendo el mismo, el de mayor antigüedad de la Argentina.

### Sala 4 - Sala Cocina

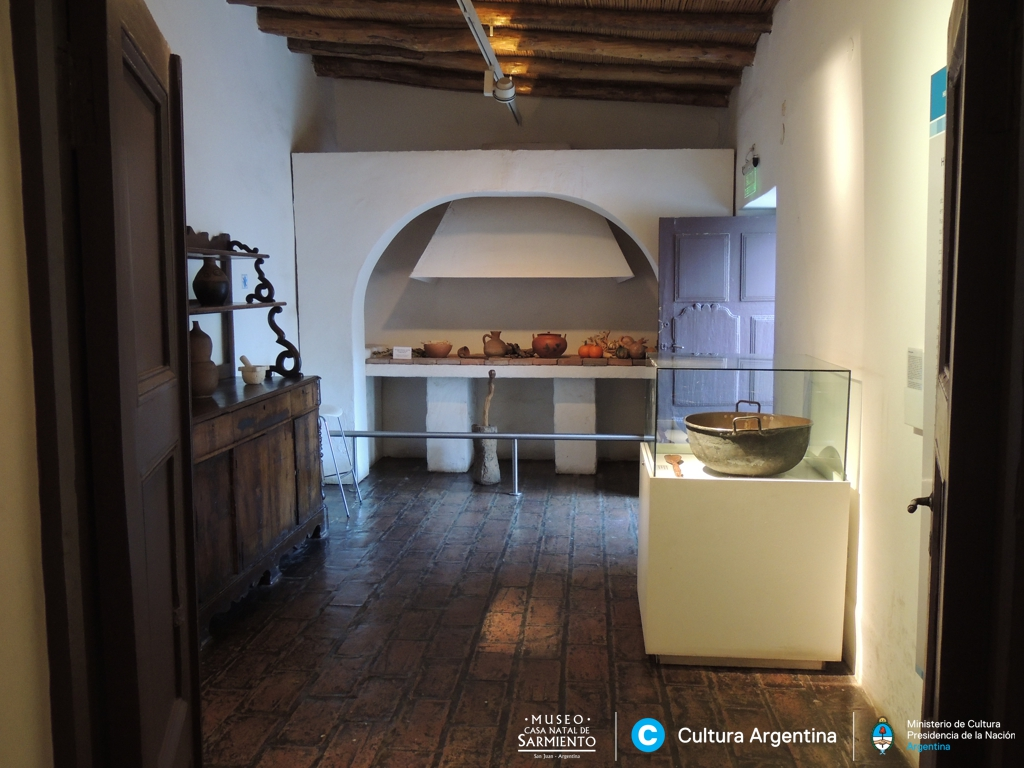
Sala Cocina - Museo Casa Natal de Sarmiento

Recreación del antiguo fogón que se cae con el terremoto del año 1944.
La cocina de la casa era un lugar en donde se llevaba a cabo las comidas que iban a ser el sustento de la familia, hoy por hoy, se encuentra en la cocina una recreación del antiguo fogón que se cae con el terremoto del año 1944 en donde se hacía de comer con ollas de hierro fundido y leña, otorgándole a las paredes un oscuro color debido al hollín que desprendía la combustión del fuego. Se observa en esta habitación un mueble que perteneció a la familia y utensilios de uso cotidiano como un mate, ollita, jarrito y un cucharon que pertenecieron a Doña Paula al igual que una paila de cobre. La paila era un elemento que permitía a la familia elaborar dulces caseros tradicionales de la zona, como, por ejemplo, dulce de membrillo. Debido a que se elaboraban con azúcar, los mismos podían ser guardados por mucho tiempo sin que se echaran a perder, lo cual era muy útil para la planificación de la economía familiar.

### Patio Huerta de Doña Paula

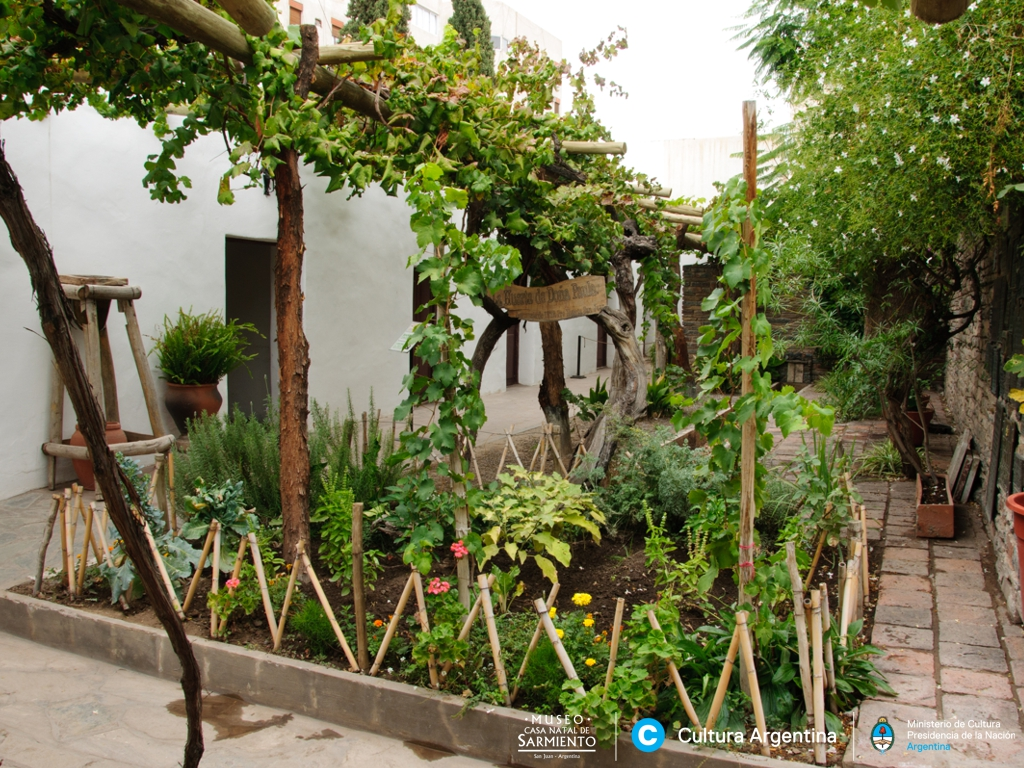
Huerta de Doña Paula - Museo Casa Natal de Sarmiento

Esta huerta hoy en día es mantenida por el Programa Pro-Huerta San Juan, ejecutado por el INTA en Convenio con el Ministerio de Desarrollo Social de la Nación. La recreación de la misma, fue realizada respetando las descripciones de Sarmiento en su libro “Recuerdos de provincia” pero también utilizando verduras de temporada. “Una huerta pequeña, del tamaño de un escapulario” solía decir Sarmiento pero altamente productiva de las verduras utilizadas en la cocina americana de tiempos coloniales. Si bien la casa era más grande y amplia en terreno, cuando fue declarada como el primer monumento histórico nacional en el año 1910, la misma tenía el tamaño actual.

### Patio de Homenajes

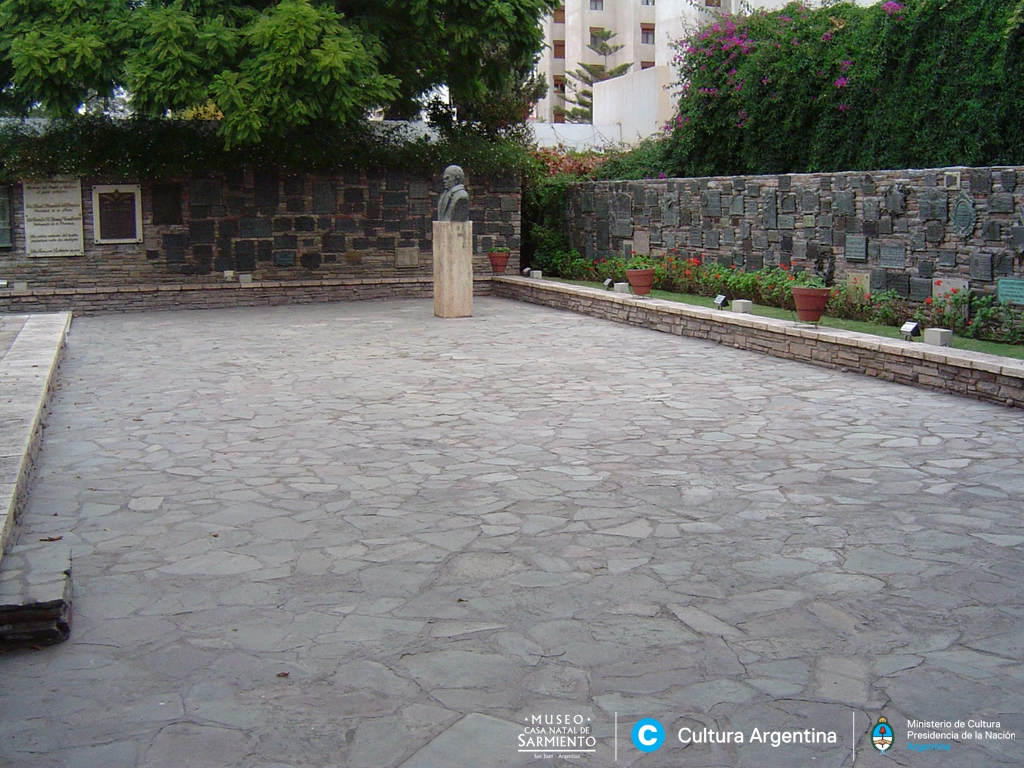
Patio de Homenajes - Museo Casa Natal de Sarmiento

El patio de homenajes de la casa, antiguamente era el patio trasero de la misma, lugar donde se desarrollaban tareas productivas, había árboles frutales y animales como gallinas y patos, dedicados al sustento familiar. Actualmente encontramos en el mismo un busto de Sarmiento realizado por Riganelli y una llama votiva. El lugar es donde se celebraba en el año 1910 que la casa se convertía en el primer Monumento Histórico Nacional. Se llevan a cabo actos y homenajes y el mismo posee un muro en donde se han amurado las más de 500 placas que han llegado al Museo en homenaje al prócer sanjuanino. Se encuentran en este lugar placas no solo de cada rincón de Argentina, sino también de diferentes lugares del mundo. Las mismas son un homenaje a la labor de Sarmiento por el progreso del país, basado en la educación.

### Sala 5 - Sala Biblioteca

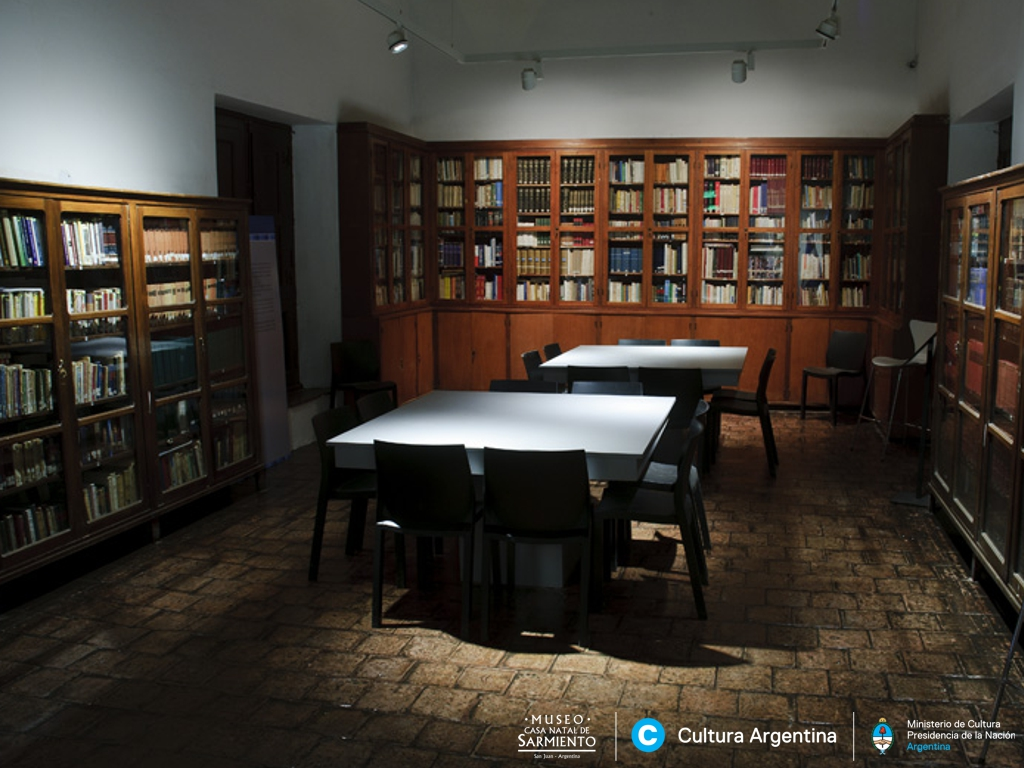
Sala Biblioteca - Museo Casa Natal de Sarmiento

En esta biblioteca pública se encuentran más de 5000 ejemplares junto a sus obras completas.
Este espacio es donde se encontraba la biblioteca privada de la familia, pero contextualizando la situación en el tiempo, es bueno recordar que en el año 1800 los libros eran un material escaso en la Argentina. Por esta situación, Sarmiento fue un acérrimo propulsor de la ley de “Bibliotecas Populares”. De esta forma, el libro se convertía en un material de fácil acceso para todos. Cuando esta casa abre sus puertas como Museo en el año 1910 también lo hace con una biblioteca pública con colecciones especializadas en historia Sarmientina y regional principalmente, que contribuyen con la difusión de la cultura, el fomento de la lectura y el desarrollo de investigaciones. Entre sus servicios se encuentran: lectura en sala, referencia especializada en historia del prócer, recepción de consultas vía correo electrónico y telefónica, distinguiéndose la Biblioteca Infantil de literatura para niños entre 4 y 7 años, dispuesta su préstamo a domicilio a todas las entidades de bien público.

### Sala 6 - Sala Gobernación

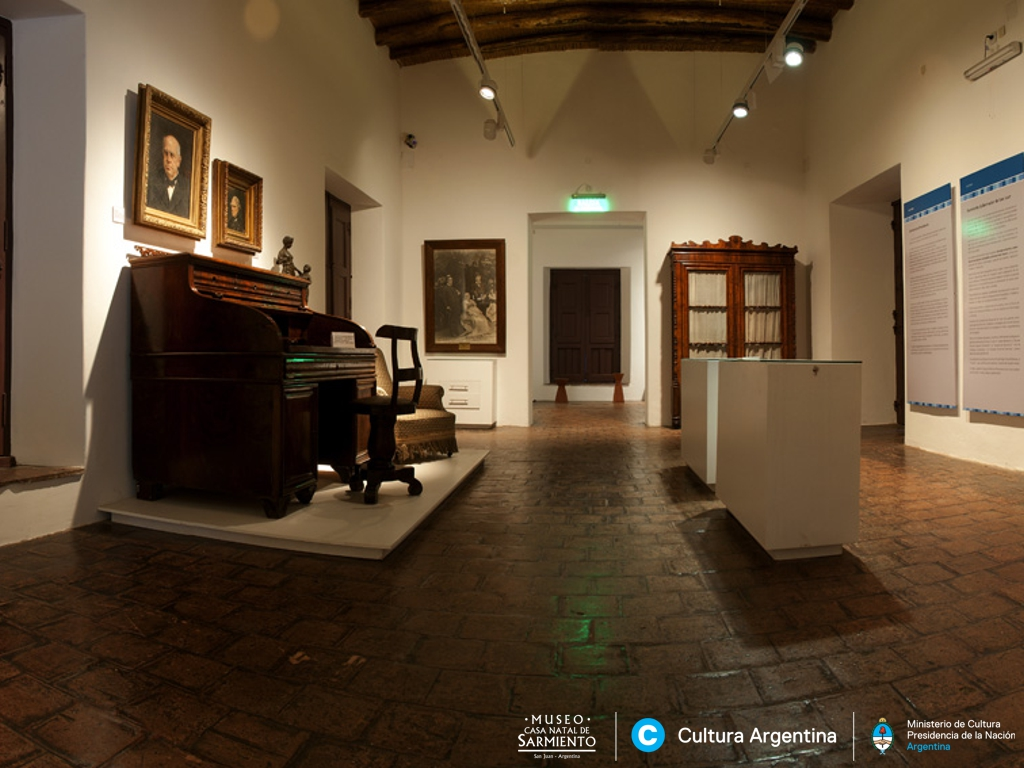
Sala Gobernación - Museo Casa Natal de Sarmiento

En esta sala, se puede visualizar mobiliario que perteneció a Sarmiento cuando fue gobernador de la provincia de San Juan en el año 1862. Los mismos son un escritorio hecho en madera de cedro con su silla, un sillón y dos bibliotecas enchapadas en madera de nogal. Además en la actualidad se exhiben copias de las actividades de Domingo Sarmiento como gobernador de San Juan en lo relativo a la minería de la provincia. Es en este punto donde el guía se explaya acerca de Sarmiento, su personalidad multifacética y se hace un recorrido por su vida y obra para interiorizar al visitante sobre datos, anécdotas e información general y particular del prócer.

### Sala 7 - Sala Legado

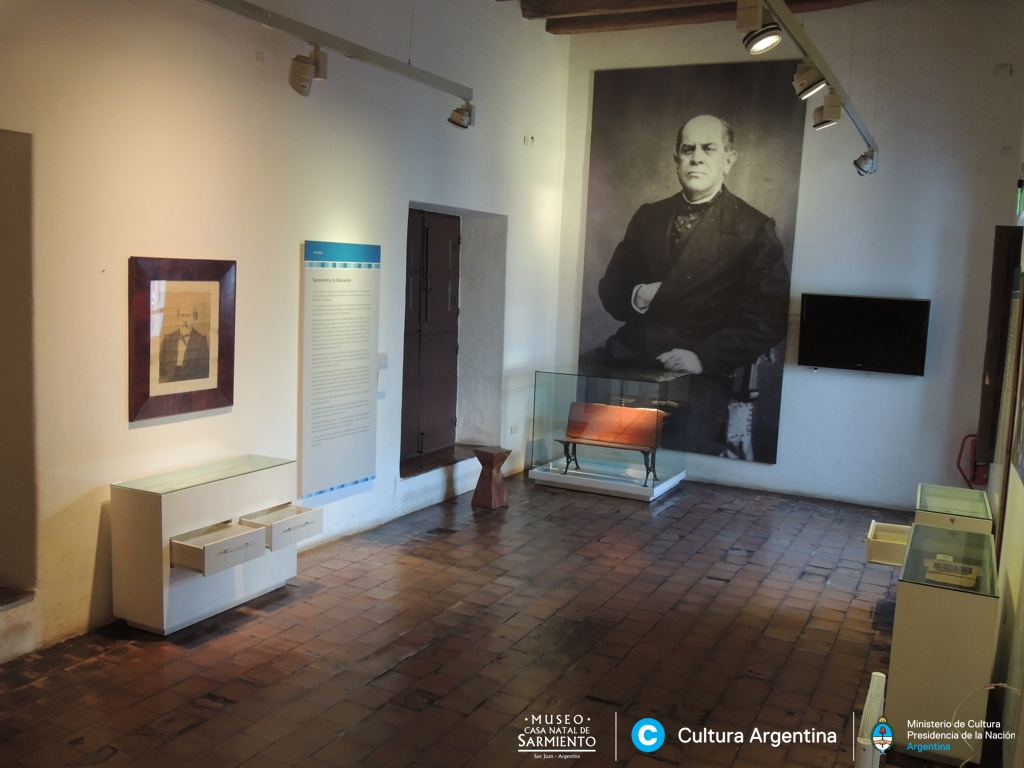
Sala Legado - Museo Casa Natal de Sarmiento

Finalmente en esta localización se produce el cierre de la visita guiada, encontrando en esta sala imágenes de Sarmiento de su último viaje a Chile en el año 1884, carteleria afín a su legado y a las tareas a las cuales se encontraba abocado los últimos años de su vida. Esta sala en particular era usada por Sarmiento durante su mandato como Gobernador como su oficina personal y también fue usada por las hermanas del prócer como un salón donde se enseñaba a leer y escribir a niños de la zona, conocida antiguamente como barrio El Carrascal. En la actualidad, la misma es utilizada para llevar a cabo la presentación de muestras temporales del museo.

## Visitas
La Casa Natal de Domingo Faustino Sarmiento convoca cada año a más de 60.000 visitantes, en su mayoría de Buenos Aires, Córdoba, Santa Fe y el sur argentino, además de numerosos contingentes extranjeros. El mes en el que se reciben más visitas es septiembre, porque es el mes Sarmientino. Todos los visitantes son acompañados por guías que explican el valor de los espacios y objetos.

## Sitio Web y Redes Sociales
- https://casanatalsarmiento.cultura.gob.ar
- https://www.facebook.com/CasaDFSarmiento/
- https://twitter.com/CasaDFSarmiento
- https://www.youtube.com/channel/UCOI7frdjl86rxMfJDX4Mwsg
- https://www.flickr.com/photos/culturaargentina/sets/72157688401936034